# Blainville-sur-Orne
Blainville-sur-Orne là một xã trong tỉnh Calvados, thuộc vùng hành chính Normandie của nước Pháp, có dân số là 4442 người (thời điểm 1999).

## Nhân khẩu học
| 1962  | 1968  | 1975  | 1982  | 1990  | 1999  |
| ----- | ----- | ----- | ----- | ----- | ----- |
| 2.119 | 2.735 | 2.519 | 4.390 | 4.341 | 4.390 |